# Wirtschaftshof der Burg Zweiffel

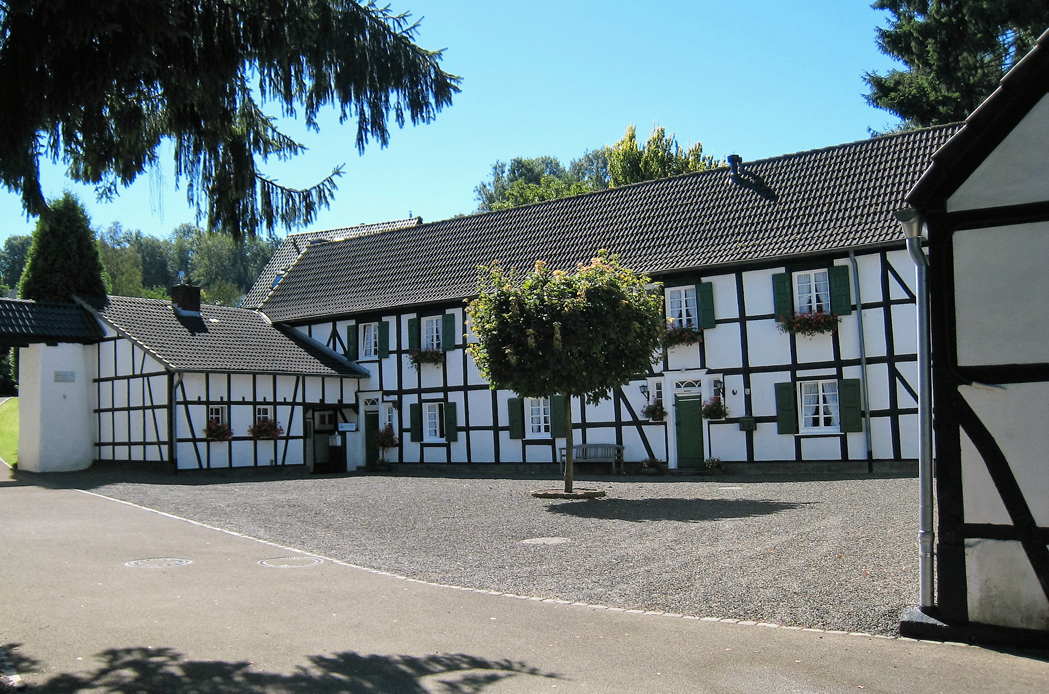
Der ehemalige Wirtschaftshof der Burg Zweiffel

Der Wirtschaftshof der Burg Zweiffel war Bestandteil des ehemaligen Ensembles Burg Zweiffel. Heute ist es ein Wohngebäude im Stadtteil Herrenstrunden von Bergisch Gladbach im Rheinisch-Bergischen Kreis.

## Geschichte
Der heutige Fachwerkbau mit dem unmittelbar angrenzenden Herkenrather Tor ist wesentlicher Teil der Burganlage Zweiffel. Er stammt aus der Zeit um 1660. In den Jahren 1848/1849 wurde die heute noch vorhandene Straße von Bergisch Gladbach nach Dürscheid durch Herrenstrunden hindurch gebaut. Er teilte dabei die Hofanlage der Burg Zweiffel. Dadurch ging der ursprünglich homogene Charakter der baulichen Anlage verloren. Ein Zusammenhang der beiden Teile ist auf Anhieb nicht mehr zu erkennen.

### Denkmal

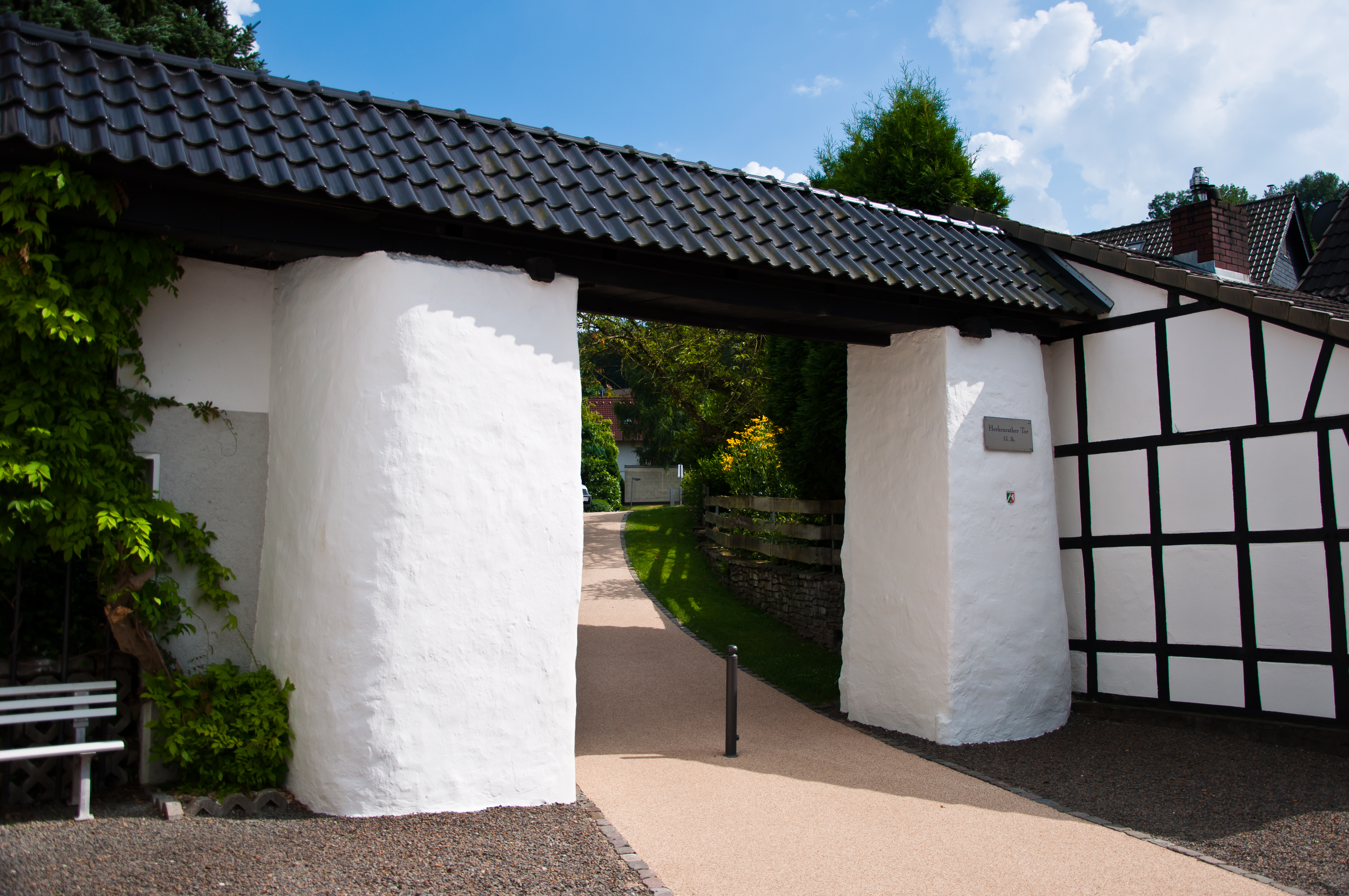
Herkenrather Tor 2013

- Der Wirtschaftshof der Burg Zweiffel ist als Baudenkmal Nr. 173 in die Liste der Baudenkmäler in Bergisch Gladbach eingetragen.
- Das Gelände der gesamten ehemaligen Wasserburg der Burg Zweiffel wurde am 1. Februar 2012 unter Nr. 19 in die Liste der Bodendenkmäler in Bergisch Gladbach eingetragen.

## Herkenrather Tor
Das Herkenrather Tor an der südlichen Bergseite ist ein Relikt aus frühester Zeit der Anlage. Es war Bestandteil der ehemaligen Befestigungsanlage. Bei Restaurierungs-Arbeiten hat man in dem nördlichen Pfeiler Tierknochen als Reste eines Bauopfers gefunden. Dabei kamen auch Reste der alten Begrenzungsmauer mit einer Stärke von bis zu anderthalb Meter zum Vorschein.

### Baudenkmal
Das Herkenrather Tor ist als Denkmal Nr. 170 in die Liste der Baudenkmäler in Bergisch Gladbach eingetragen.